# Vandalmaro (duque de Dagoberto)
Vandalmaro (em latim: Wandalmarus) foi um oficial franco do século VI, ativo durante o reinado de Dagoberto I. Em 635, foi um dos 10 duques na expedição sob Quadoíndo que subjugou os vascões.